# Сили безпілотних систем Збройних сил України
Сили безпілотних систем Збройних сил України (абр. СБС) — окремий рід сил у складі Збройних сил України, що призначений для використання повітряних, морських надводних і підводних, а також наземних безпілотних та роботизованих систем. Створений 2024 року.

## Історія
6 лютого 2024 року було оприлюднено указ Президента України № 51/2024 «Про нарощування спроможностей сил оборони» із дорученням Кабінету Міністрів і Генеральному штабу ЗСУ опрацювати створення відповідного роду військ, після цього передбачено розгляд питання Радою національної безпеки та оборони України.
9 лютого 2024 року стало відомо, що полковник Вадим Сухаревський став заступником новопризначеного Головнокомандувача ЗСУ Олександра Сирського й відповідатиме за безпілотні системи. Сухаревський від початку російського вторгнення був командиром 59-ї окремої мотопіхотної бригади імені Якова Гандзюка. У складі цієї бригади діяв один із найвідоміших підрозділів, що спеціалізувався на БПЛА — «Птахи Мадяра».
7 травня 2024 року Кабінет Міністрів України підтримав Указ Президента і дав доручення Міністерству оборони розробити проєкт закону з питання створення військ безпілотних систем.
10 червня 2024 року Вадима Сухаревського призначено командувачем Сил безпілотних систем Збройних Сил України наказом Міністра оборони України.
11 червня 2024 року в ряді підрозділів ЗСУ були розгорнуті окремі роти наземних безпілотних комплексів, що виконують завдання на передовій. Сухаревський сказав, що Сили безпілотних систем виконуватимуть задачі із забезпечення підрозділів дронами, їх технічною підтримкою, рекрутингом та підготовкою спеціалістів, а також плануванням військових операцій із залученням безпілотних систем. Вони також займатимуться збором досвіду та взаємодією з виробниками безпілотних систем: на той момент структура вже підтримувала контакти з 90 % вітчизняних виробників та активно комунікувала з ними.
25 червня 2024 року президент України підписав указ про створення СБС ЗСУ. Сили безпілотних систем стали окремим родом військ у Збройних силах України.
18 липня 2024 року командувач Сухаревський заявив, що в України більше 165 розробок різного виду, які тестуються і використовуються на полі бою. Крім того кількість дронів переважає ніж у противника.
30 липня 2024 року у Львові розпочав діяльність рекрутинговий центр, який обладнали симуляторами безпілотників, аби кандидати мали змогу самі подивитися і зрозуміти, як працюють такі літальні апарати.
3 вересня 2024 року Верховна Рада ухвалила закон № 11507, який передбачає включення Сил безпілотних систем до окремих родів сил ЗСУ.
16 вересня 2024 року Президент України підписав закон про включення СБС до окремого роду сил ЗСУ.
13 квітня 2025 року СБС представили морський протикорабельний безпілотник «Алігатор-9». Сам морський безпілотник є платформою, на якій можуть розміщуватися різні засоби ураження залежно від поставлених завдань.
20 червня 2025 року в СБС створили окреме угруповання Сил безпілотних систем, яке об'єднало всі частини роду сил та частини з ініціативи «Лінія дронів».
з 1 липня 2025 року в Угрупованні СБС діє єдина на рід військ СБС система обліку та верифікації  всіх місій і відпрацювань (в тому числі не успішних) та альтернативний існуючому електронний ЖБД (журнал бойових дій) .

## Структура
- 9-та окрема бригада безпілотних систем[19]
- 59-та окрема штурмова бригада імені Якова Гандзюка[20]
- 14-й окремий полк безпілотних авіаційних комплексів
- 412-й окремий полк безпілотних систем «Nemesis»[21]
- 413-й окремий батальйон безпілотних систем «Рейд»[22]
- 424-й окремий батальйон безпілотних систем «SVAROG»[23]
- Батальйон «Flying Skull»[24]
- 83-й окремий батальйон управління[25]
- 93-й окремий батальйон підтримки[26]
- 230-й окремий батальйон логістики[27]
- 190-й навчальний центр[28]
- Підрозділ «Гарпії» (Зібраний лише з жінок)[29]

## Оснащення
- Морський протикорабельний безпілотник «Алігатор-9»[30]

## Командування

### Командувач
* 10.06.2024—03.06.2025: полковник Сухаревський Вадим Олегович
- з 03.06.2025: майор Бровді Роберт Йосипович[33][34]

### Начальник штабу
- 2024—23.10.2024: капітан 1 рангу Гладкий Роман Миколайович.[35] Рішенням Генштабу усунутий від виконання службових обовязків за посадою на час перевірки СБУ з приводу наявності російського паспорту дружини.[36]
- з 10.2024: полковник Халабуда Олексій Анатолійович[37]

## Традиції
Символом роду військ є ластівка. Створювалась за допомогою ШІ.